# Olympische Geschichte Pakistans
| Gelbes Symbol für Goldmedaillen mit stilisierten Olympischen Ringen | Graues Symbol für Silbermedaillen mit stilisierten Olympischen Ringen | Braundes Symbol für Bronzemedaillen mit stilisierten Olympischen Ringen |
| ------------------------------------------------------------------- | --------------------------------------------------------------------- | ----------------------------------------------------------------------- |
| 4                                                                   | 3                                                                     | 4                                                                       |

Pakistan, dessen NOK, die Pakistan Olympic Association, 1948 gegründet und im selben Jahr vom IOC anerkannt wurde, nimmt seit 1948 an Olympischen Sommerspielen teil. 1980 folgte man dem Boykottaufruf der Spiele von Moskau. 2010 trat erstmals ein pakistanischer Sportler bei Olympischen Winterspielen an. Jugendliche Athleten nahmen an beiden bislang ausgetragenen Jugend-Sommerspielen teil.

## Übersicht

### Sommerspiele

#### 1948 bis 1968
1948 trat die erste pakistanische Olympiamannschaft in London an. Die 35 Athleten nahmen in der Leichtathletik, im Hockey, im Boxen, Gewichtheben, Schwimmen und im Radsport teil. Am 30. Juli 1948 traten mit den Leichtathleten Sharif Butt und Mohsin Nazar Khan die ersten pakistanischen Olympioniken zu ihren Wettkämpfen an. Bei der ersten Teilnahme einer pakistanischen Hockeymannschaft an einem olympischen Turnier erreichte das Team nach vier Siegen in vier Vorrundenspielen das Halbfinale. Hier verlor man mit 0:2 gegen das Vereinigte Königreich. Das Spiel um Bronze gegen die Niederlande ging mit 1:2 verloren.
1952 in Helsinki nahmen erstmals pakistanische Schützen teil. Das Hockeyturnier wurde komplett im K.-o.-System gespielt. Pakistan hatte im Achtelfinale ein Freilos und konnte im Viertelfinale Frankreich mit 6:0 besiegen. Im Halbfinale traf man auf die Niederlande und verlor mit 0:1. Auch das Spiel um Bronze, diesmal gegen das Vereinigte Königreich, ging mit 1:2 verloren.
1956 in Melbourne sorgte die Hockeymannschaft für den ersten pakistanischen Medaillengewinn. Diesmal wurde das Turnier wieder mit einer Gruppenrunde begonnen. Pakistan wurde mit zwei Siegen und einem Unentschieden Gruppenerster. Gegen die deutsche Mannschaft gab es ein 0:0. Das Halbfinale gegen das Vereinigte Königreich wurde 3:2 gewonnen. Im Finale ging es dann gegen den Erzrivalen Indien. Pakistan verlor mit 0:1, gewann jedoch die Silbermedaille. In Melbourne gingen erstmals pakistanische Ringer an den Start.
In Rom 1960 gelang der erste Olympiasieg und der erste Medaillengewinn eines Individualsportlers. Der Freistilringer Muhammad Bashir gewann im Weltergewicht die Bronzemedaille. Die Hockeymannschaft gewann alle ihre Vorrundenspiele und traf im Viertelfinale auf Deutschland, das 2:1 besiegt wurde. Im Halbfinale gegen Spanien erreichte die Mannschaft einen 1:0-Sieg. Im Finale kam es zu einer Neuauflage des Finals von Melbourne. Gegner Indien wurde mit 1:0 besiegt, somit wurde die Hockeymannschaft zum ersten pakistanischen Olympiasieger.
Die Hockeymannschaft konnte 1964 alle ihre sechs Vorrundenspiele gewinnen. Das Halbfinale gegen Spanien wurde mit 3:0 gewonnen. Im Finale ging es zum dritten Mal in Folge gegen Indien. Die Inder gewannen diesmal mit 1:0. Auch 1968 gewann Pakistan alle Vorrundenspiele. Im Halbfinale hieß der Gegner Bundesrepublik Deutschland. Pakistan gewann das Spiel mit 1:0 nach Verlängerung. Im Finale wurde Australien mit 2:1 geschlagen, damit wurde Pakistan zum zweiten Mal Olympiasieger.

#### 1972 bis 1992
1972 sorgten die pakistanische Hockeymannschaft und deren Anhänger für einen Eklat bei der abschließenden Siegerehrung. Pakistan hatte in der Vorrunde fünf von sieben Spielen gewonnen, nur gegen die Mannschaft der Bundesrepublik Deutschland verlor man mit 1:2. Das Halbfinale gegen Indien konnte mit 2:0 gewonnen werden. Im Finale traf man wieder auf die Bundesrepublik, die das Finale mit 1:0 gewinnen konnte. Nach dem Spiel wurden deutsche Spieler und Zuschauer von pakistanischen Spielern, die zuvor die Umkleidekabine demoliert hatten, und deren Fans angepöbelt. Bei der Siegerehrung weigerten sich die Spieler, die Medaillen umgehängt zu bekommen. Einer der Spieler, der Stürmer Shahnaz Sheikh, zog sich einen seiner Schuhe aus und band die Medaille an den Schuh. Beim Abspielen der deutschen Hymne wandten die Pakistanis der Flagge ihren Rücken zu. Das IOC schloss die Spieler in der Folge lebenslang für die Olympischen Spiele aus. Erst nach einer Entschuldigung des Staatspräsidenten Zulfikar Ali Bhutto bei der deutschen Bundesregierung wurde die Sperre aufgehoben.
1976 in Montreal gewann Pakistan drei von vier Vorrundenspielen. Die Bundesrepublik Deutschland wurde mit 4:2 besiegt. Das Halbfinale gegen Australien wurde mit 1:2 verloren, das Spiel um Bronze gegen die Niederlande mit 3:2 gewonnen. 1984 in Los Angeles wurde das Team Olympiasieger. Als Gruppenzweiter spielte man das Halbfinale gegen Australien. Mit einem 1:0-Sieg qualifizierte man sich für das Finale. Gegner war wie 1972 die Bundesrepublik Deutschland. Den Pakistanis gelang mit einem 2:1 nach Verlängerung die Revanche. In Los Angeles nahmen erstmals pakistanische Segelsportler teil.
1988 reichte es für die Hockeymannschaft nach Platz 3 der Vorrunde nur für die Platzierungsrunde. Mit Siegen über die Sowjetunion und Indien erreichte man Platz 5. Eine Bronzemedaille, die zweite Individualmedaille überhaupt, gewann der Boxer Hussain Shah Syed im Mittelgewicht. Erstmals ging ein pakistanischer Tischtennisspieler an den Start. 1992 gewann die Hockeymannschaft Bronze. Die Vorrundenspiele wurden alle gewonnen. Im Halbfinale verlor man mit 1:2 nach Verlängerung gegen Deutschland. Das Spiel um Bronze gegen die Niederlande wurde mit 4:2 gewonnen. Diese Bronzemedaille war der bis heute letzte Medaillengewinn Pakistans.

#### 1996 bis heute

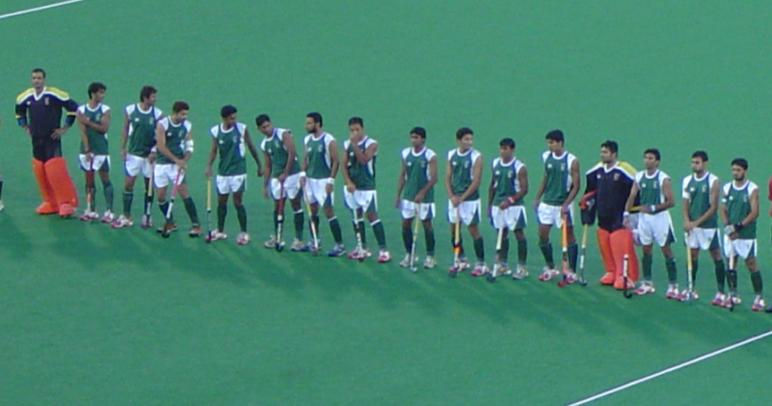
Pakistans Hockeymannschaft 2008 vor dem Gruppenspiel gegen Australien (1:3)

Seit 1996 ist Pakistan bei Olympischen Spielen erfolglos geblieben. Bei diesen und allen folgenden Sommerspielen war Pakistan das bevölkerungsreichste Land ohne Medaille. Am 1. August 1996 nahm mit der Weitspringerin Shabana Akhtar die erste Frau Pakistans bei Olympischen Spielen teil. Die Hockeymannschaft wurde nur Vierte der Vorrunde. So hatte man gegen Deutschland mit 1:3 verloren. Nach der Platzierungsrunde belegte das Team Platz 6.
In Sydney nahmen 2000 erstmals pakistanische Ruderer teil. Die Hockeymannschaft kam als Gruppenerste, u. a. nach einem 1:1 gegen Deutschland, ins Halbfinale. Hier verlor man mit 0:1 gegen Südkorea. Auch das Spiel um Bronze gegen Australien ging verloren, diesmal gab es eine 3:6-Niederlage. 2004 belegte das Team Gruppenplatz 3. Zuvor hatte man gegen Deutschland mit 1:2 verloren. Zwei Siege in der Platzierungsrunde über Indien und Neuseeland bedeuteten Platz 5. 2008 gelangen nur zwei Gruppensiege. Mit Platz 4 erreichte man nur das Spiel um Platz 7, das man mit 2:4 gegen Pakistan verlor.
Ein ähnliches Bild bot sich 2012. Wieder erreichte das Hockeyteam nur Platz 4 der Vorrundengruppe. Diesmal konnte das Spiel um Platz 7 gegen Südkorea jedoch mit 3:2 gewonnen werden. Für das Turnier von 2016 konnte sich erstmals keine Mannschaft qualifizieren. In Rio de Janeiro nahm erstmals ein pakistanischer Judoka teil.

### Winterspiele
Ein alpiner Skirennfahrer bildete 2010 die erste pakistanische Olympiamannschaft bei Winterspielen. Muhammad Abbas war am 23. Februar 2010 Pakistans erster Winter-Olympionike. 2018 ging erstmals ein Skilangläufer an den Start.

### Jugendspiele
19 Jugendliche, 18 Jungen und ein Mädchen, nahmen bei den ersten Olympischen Jugend-Sommerspielen 2010 in Singapur in den Sportarten Hockey, Gewichtheben, Schwimmen und Taekwondo teil. Die Hockeymannschaft der Jungen gewann die Silbermedaille nach einer 1:2-Niederlage im Finale gegen Australien.
Bei den Olympischen Jugend-Sommerspielen 2014 in Nanjing nahmen 12 Jugendliche teil, elf Jungen und ein Mädchen. Die Athleten traten in den Sportarten Hockey, Schießen, Schwimmen und Gewichtheben an. Medaillen wurden keine gewonnen. Die Hockeymannschaft der Jungen besiegte in der Vorrunde die deutsche Mannschaft mit 6:2, schied später dann im Viertelfinale gegen Kanada aus.

## IOC-Mitglieder
Seit 1996 ist der Sportfunktionär Syed Shahid Ali IOC-Mitglied. Seit 2008 ist er Mitglied der IOC-Stiftung für Waffenruhe (IOTF).

## Übersicht der Teilnehmer

### Sommerspiele
| Jahr      | Athleten           | Athleten           | Athleten           | Fahnenträger          | Sportarten         | Sportarten         | Sportarten         | Sportarten         | Sportarten         | Sportarten         | Sportarten         | Sportarten         | Sportarten         | Sportarten         | Sportarten         | Sportarten         | Medaillen          | Medaillen          | Medaillen          | Medaillen          | Medaillen          |
| Jahr      | Gesamt             |                    |                    | Fahnenträger          | Leichtathletik     | Hockey             | Boxen              | Gewichtheben       | Schwimmen          | Radsport           | Schießen           | Ringen             | Segeln             | Tischtennis        | Rudern             | Judo               |                    |                    |                    | Gesamt             | Rang               |
| --------- | ------------------ | ------------------ | ------------------ | --------------------- | ------------------ | ------------------ | ------------------ | ------------------ | ------------------ | ------------------ | ------------------ | ------------------ | ------------------ | ------------------ | ------------------ | ------------------ | ------------------ | ------------------ | ------------------ | ------------------ | ------------------ |
| 1896–1936 | nicht teilgenommen | nicht teilgenommen | nicht teilgenommen | nicht teilgenommen    | nicht teilgenommen | nicht teilgenommen | nicht teilgenommen | nicht teilgenommen | nicht teilgenommen | nicht teilgenommen | nicht teilgenommen | nicht teilgenommen | nicht teilgenommen | nicht teilgenommen | nicht teilgenommen | nicht teilgenommen | nicht teilgenommen | nicht teilgenommen | nicht teilgenommen | nicht teilgenommen | nicht teilgenommen |
| 1948      | 35                 | 35                 | 0                  | Ahmed Zahur Khan      | 5                  | 19                 | 3                  | 2                  | 4                  | 2                  |                    |                    |                    |                    |                    |                    |                    |                    |                    |                    |                    |
| 1952      | 38                 | 38                 | 0                  | Muhammad Niaz Khan    | 16                 | 12                 | 4                  | 1                  | 2                  | 2                  | 2                  |                    |                    |                    |                    |                    |                    |                    |                    |                    |                    |
| 1956      | 55                 | 55                 | 0                  | Abdul Hamid           | 17                 | 14                 | 6                  | 3                  | 3                  | 4                  | 2                  | 6                  |                    |                    |                    |                    |                    | 1                  |                    | 1                  | 31                 |
| 1960      | 44                 | 44                 | 0                  | Muhammad Iqbal        | 12                 | 13                 | 4                  | 2                  |                    | 2                  | 4                  | 7                  |                    |                    |                    |                    | 1                  |                    | 1                  | 2                  | 20                 |
| 1964      | 41                 | 41                 | 0                  | Manzoor Hussain Atif  | 6                  | 16                 | 4                  | 1                  |                    | 4                  | 4                  | 6                  |                    |                    |                    |                    |                    | 1                  |                    | 1                  | 30                 |
| 1968      | 15                 | 15                 | 0                  | Tariq Aziz            |                    | 13                 |                    |                    |                    |                    |                    | 2                  |                    |                    |                    |                    | 1                  |                    |                    | 1                  | 29                 |
| 1972      | 25                 | 25                 | 0                  | Mohammad Malik Arshad | 5                  | 15                 | 2                  | 1                  |                    |                    |                    | 2                  |                    |                    |                    |                    |                    | 1                  |                    | 1                  | 33                 |
| 1976      | 24                 | 24                 | 0                  | Abdul Rashid          | 2                  | 16                 | 2                  | 2                  |                    |                    |                    | 2                  |                    |                    |                    |                    |                    |                    | 1                  | 1                  | 37                 |
| 1980      | nicht teilgenommen | nicht teilgenommen | nicht teilgenommen | nicht teilgenommen    | nicht teilgenommen | nicht teilgenommen | nicht teilgenommen | nicht teilgenommen | nicht teilgenommen | nicht teilgenommen | nicht teilgenommen | nicht teilgenommen | nicht teilgenommen | nicht teilgenommen | nicht teilgenommen | nicht teilgenommen | nicht teilgenommen | nicht teilgenommen | nicht teilgenommen | nicht teilgenommen | nicht teilgenommen |
| 1984      | 31                 | 31                 | 0                  | Manzoor Hussain       | 3                  | 16                 | 4                  |                    |                    |                    |                    | 2                  | 6                  |                    |                    |                    | 1                  |                    |                    | 1                  | 25                 |
| 1988      | 30                 | 30                 | 0                  | Nasir Ali             | 7                  | 15                 | 2                  |                    |                    |                    |                    | 3                  | 2                  | 1                  |                    |                    |                    |                    | 1                  | 1                  | 46                 |
| 1992      | 27                 | 27                 | 0                  | Shahbaz Ahmed         | 4                  | 16                 | 4                  |                    |                    |                    |                    | 1                  | 2                  |                    |                    |                    |                    |                    | 1                  | 1                  | 54                 |
| 1996      | 24                 | 23                 | 1                  | Manzoor Ahmed         | 2                  | 16                 | 4                  |                    | 1                  |                    |                    | 1                  |                    |                    |                    |                    |                    |                    |                    |                    |                    |
| 2000      | 27                 | 26                 | 1                  | Ahmed Alam            | 2                  | 16                 | 4                  |                    | 1                  |                    | 1                  |                    |                    |                    | 3                  |                    |                    |                    |                    |                    |                    |
| 2004      | 26                 | 24                 | 2                  | Muhammad Nadeem       | 2                  | 16                 | 5                  |                    | 1                  |                    | 1                  |                    |                    |                    |                    |                    |                    |                    |                    |                    |                    |
| 2008      | 21                 | 19                 | 2                  | Zeeshan Ashraf        | 2                  | 16                 |                    |                    | 2                  |                    | 1                  |                    |                    |                    |                    |                    |                    |                    |                    |                    |                    |
| 2012      | 21                 | 19                 | 2                  | Sohail Abbas          | 2                  | 16                 |                    |                    | 2                  |                    | 1                  |                    |                    |                    |                    |                    |                    |                    |                    |                    |                    |
| 2016      | 7                  | 4                  | 3                  | Ghulam Bashir         | 2                  |                    |                    |                    | 2                  |                    | 2                  |                    |                    |                    |                    | 1                  |                    |                    |                    |                    |                    |
| Gesamt    | Gesamt             | Gesamt             | Gesamt             | Gesamt                | Gesamt             | Gesamt             | Gesamt             | Gesamt             | Gesamt             | Gesamt             | Gesamt             | Gesamt             | Gesamt             | Gesamt             | Gesamt             | Gesamt             | 3                  | 3                  | 4                  | 10                 | 67                 |

### Winterspiele
| Jahr      | Athleten           | Athleten           | Athleten           | Fahnenträger       | Sportarten         | Sportarten         | Medaillen          | Medaillen          | Medaillen          | Medaillen          | Medaillen          |
| Jahr      | Gesamt             |                    |                    | Fahnenträger       | Ski Alpin          | Skilanglauf        |                    |                    |                    | Gesamt             | Rang               |
| --------- | ------------------ | ------------------ | ------------------ | ------------------ | ------------------ | ------------------ | ------------------ | ------------------ | ------------------ | ------------------ | ------------------ |
| 1924–2006 | nicht teilgenommen | nicht teilgenommen | nicht teilgenommen | nicht teilgenommen | nicht teilgenommen | nicht teilgenommen | nicht teilgenommen | nicht teilgenommen | nicht teilgenommen | nicht teilgenommen | nicht teilgenommen |
| 2010      | 1                  | 1                  | 0                  | Muhammad Abbas     | 1                  |                    |                    |                    |                    |                    |                    |
| 2014      | 1                  | 1                  | 0                  | Muhammad Karim     | 1                  |                    |                    |                    |                    |                    |                    |
| 2018      | 2                  | 2                  | 0                  | Muhammad Karim     | 1                  | 1                  |                    |                    |                    |                    |                    |
| 2022      | 1                  | 1                  | 0                  | Muhammad Karim     | 1                  |                    |                    |                    |                    |                    |                    |
| Gesamt    | Gesamt             | Gesamt             | Gesamt             | Gesamt             | Gesamt             | Gesamt             | 0                  | 0                  | 0                  | 0                  | -                  |

## Liste der Medaillengewinner

### Goldmedaillen
| Name                                 | Spiele            | Sportart       | Disziplin          |
| ------------------------------------ | ----------------- | -------------- | ------------------ |
| Hockey-Nationalmannschaft der Männer | 1960 Rom          | Hockey         | Männerturnier      |
| Hockey-Nationalmannschaft der Männer | 1968 Mexiko-Stadt | Hockey         | Männerturnier      |
| Hockey-Nationalmannschaft der Männer | 1984 Los Angeles  | Hockey         | Männerturnier      |
| Arshad Nadeem                        | 2024 Paris        | Leichtathletik | Speerwurf (Männer) |

### Silbermedaillen
| Name                                 | Spiele         | Sportart | Disziplin     |
| ------------------------------------ | -------------- | -------- | ------------- |
| Hockey-Nationalmannschaft der Männer | 1956 Melbourne | Hockey   | Männerturnier |
| Hockey-Nationalmannschaft der Männer | 1964 Tokio     | Hockey   | Männerturnier |
| Hockey-Nationalmannschaft der Männer | 1972 München   | Hockey   | Männerturnier |

### Bronzemedaillen
| Name                                 | Spiele         | Sportart | Disziplin              |
| ------------------------------------ | -------------- | -------- | ---------------------- |
| Muhammad Bashir                      | 1960 Rom       | Ringen   | Weltergewicht Freistil |
| Hockey-Nationalmannschaft der Männer | 1976 Montreal  | Hockey   | Männerturnier          |
| Hussain Shah Syed                    | 1988 Seoul     | Boxen    | Mittelgewicht          |
| Hockey-Nationalmannschaft der Männer | 1992 Barcelona | Hockey   | Männerturnier          |

## Medaillen nach Sportart
| Sportart       | Gold | Silber | Bronze | Gesamt |
| Hockey         | 3    | 3      | 2      | 8      |
| Leichtathletik | 1    | 0      | 0      | 1      |
| Ringen         | 0    | 0      | 1      | 1      |
| Boxen          | 0    | 0      | 1      | 1      |
| Gesamt         | 4    | 3      | 4      | 11     |